# Партія справедливості та розвитку (Туреччина)
«Па́ртія справедли́вості та ро́звитку» (ПСР) (тур. Adalet ve Kalkınma Partisi, часто скорочується до AKP або AK Parti) — владна політична партія у Туреччині. Партія справедливості та розвитку позиціонує себе як помірно консервативну партію, орієнтовану на західні цінності, такі як ринкова економіка, та вступ до Європейського Союзу. Лідер партії — чинний президент Туреччини Реджеп Таїп Ердоган.

## Історія
Партію справедливості і розвитку було засновано 14 серпня 2001 року колишніми членами помірного консервативного крила забороненої у Туреччині ісламістської Партії чесноти. Партія була орієнтована на політичні та економічні реформи, однією з цілей стало вступ Туреччини до Європейського союзу. Одночасно Ердоган робив зусилля з боротьби з іміджем ісламістів, який створювали партії її політичні опоненти. 2002 року ПСР перемогла на парламентських виборах, набравши 34,28 % голосів і отримавши 363 з 550 місць у Великих національних зборах, що було понад удвічі більше, ніж отримала друга партія, що пройшла до парламенту, подолавши десятивідсотковий бар'єр, — Республіканська народна партія.
2003 року в партії сталася криза на тлі дій Туреччини при вторгненні військ коаліції до Іраку. Щоб не допустити надання території країни для військ США, частина депутатів від ПСР перейшли до Республіканської народної партії. У підсумку Туреччина відмовила у розміщенні американських військ.

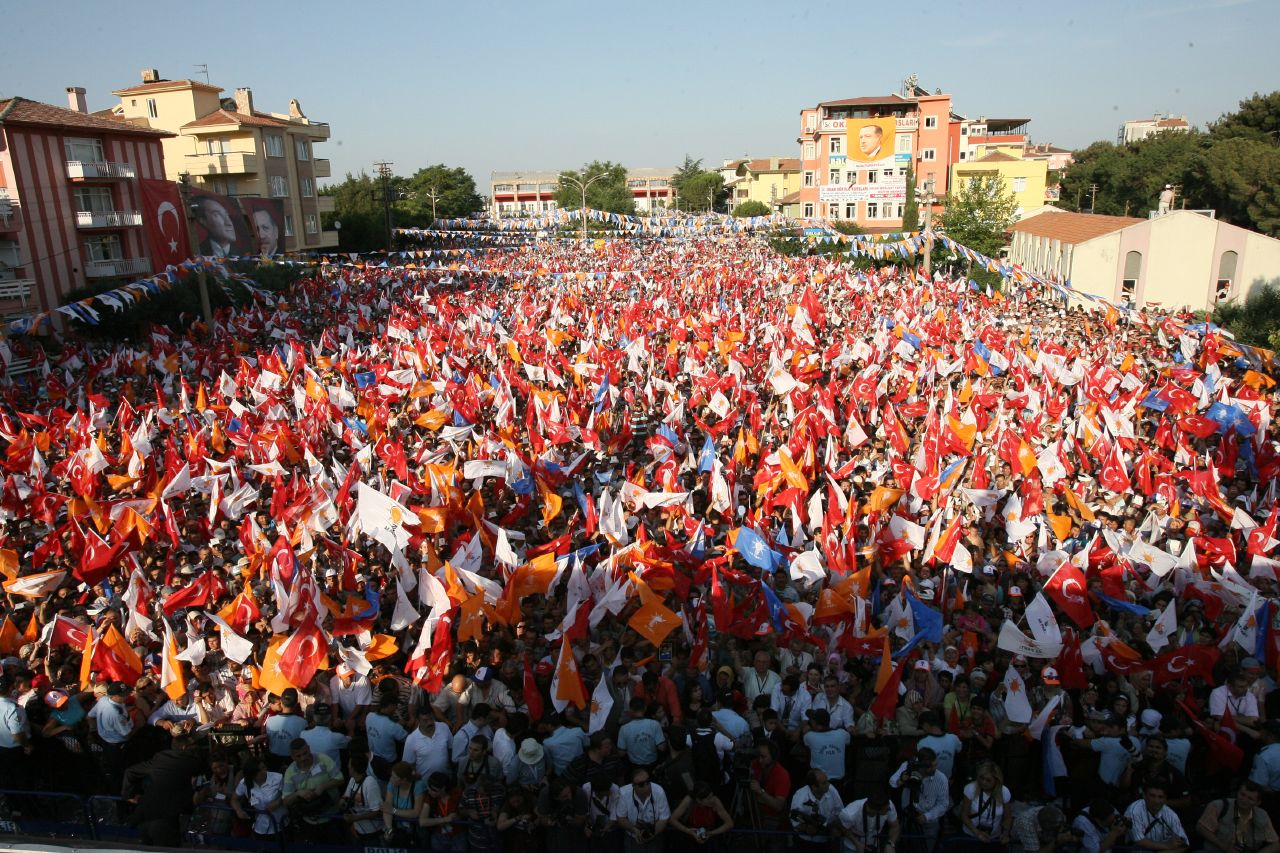
Мітинг ПСР у 2007 році

За час правління ПСР Туреччина пережила період економічного зростання і перемогла багаторічну гіперінфляцію. «The Economist» назвав правління ПСР найуспішнішим за останні п'ятдесят років.
У січні 2005 року Партія справедливості і розвитку отримала статус спостерігача у Європейській народній партії — найбільшій партії Європейського союзу. Цей статус може бути змінений на статус партії-члена, якщо Туреччина стане членом ЄС.
На парламентських виборах, що відбулися 22 липня 2007 року, ПСР набрала 46,6 % голосів і отримала 341 місце в парламенті. Через те, що була застосована нова система розподілу місць між партіями, ПСР отримала менше місць, ніж у парламенті минулого скликання, хоча набрала понад на 10 % голосів більше. На парламентських виборах 12 червня 2011 року партія отримала 21 442 528 (49,91 %) голосів і 326 місць у парламенті.
ПСР часто звинувачують в ісламізмі та відході від принципів світської держави, закладених Ататюрком. Зокрема 2007 року ухвалили закон, що дозволяє носіння хіджабу в університетах. Після цього Генеральний прокурор Туреччини Абдуррахман Ялчинкая подав до Конституційного суду Туреччини позов про заборону ПСР. У липні 2008 року позов відхилили за більшістю пунктів, хоча на партію наклали грошовий штраф.